# سمامة صغيرة

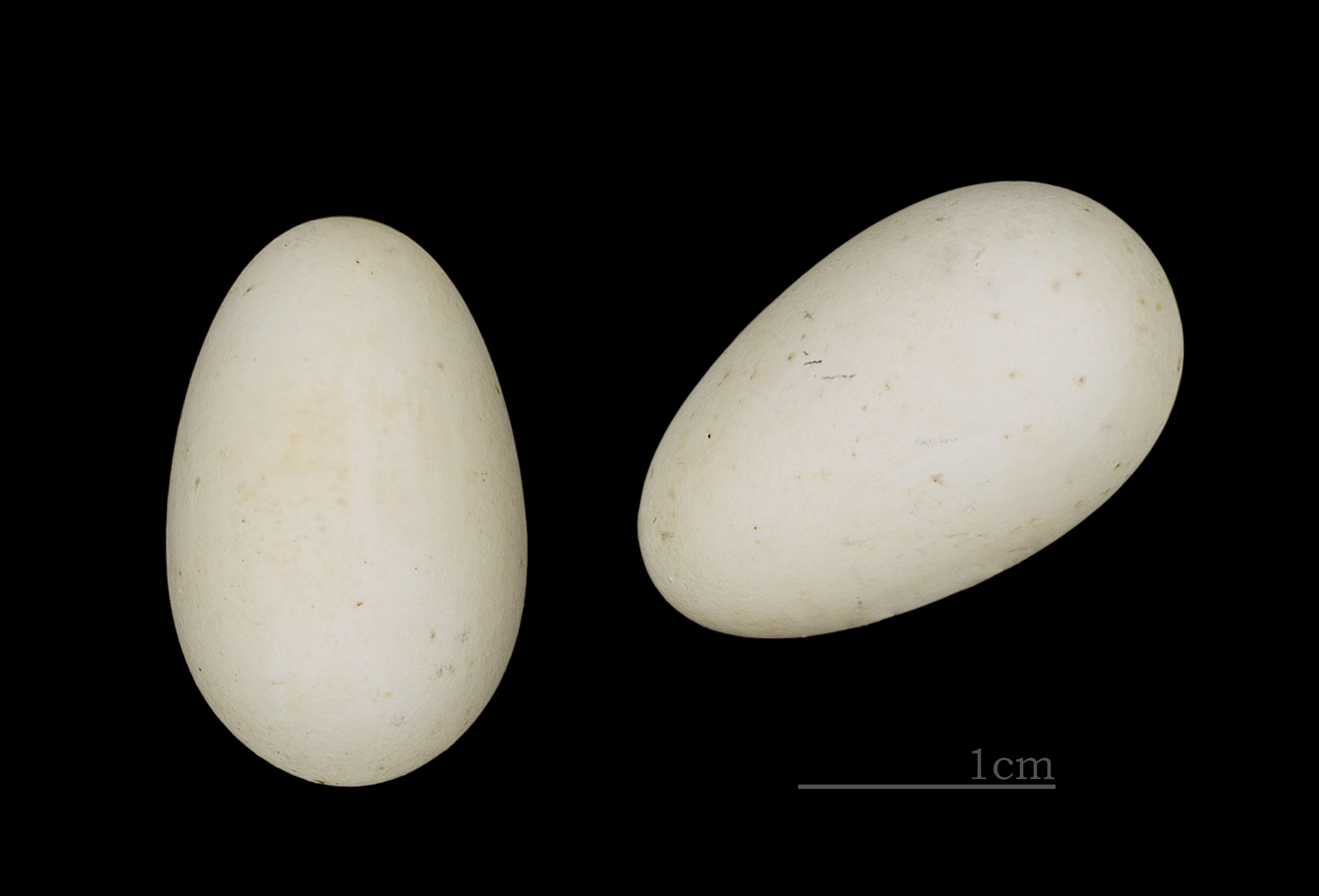
Apus affinis

سمامة صغيرة (الاسم العلمي: Apus affinis) (بالإنجليزية: Little Swift)‏ هو طائر ينتمي إلى سمامة (فصيلة: Apodidae).